# Exorista lepis
Exorista lepis är en tvåvingeart som beskrevs av Chao 1964. Exorista lepis ingår i släktet Exorista och familjen parasitflugor. Inga underarter finns listade i Catalogue of Life.